# Norbert Hahn
Norbert Hahn (n. 6 ianuarie 1954, Elbingerode, Saxonia-Anhalt, Germania) este un sănier ce a reprezentat Germania, medaliat olimpic. A participat la 2 ediții ale Jocurilor Olimpice (1976, 1980) în care a câștigat două medalii de aur.